# Chambord (Loir-et-Cher)
Chambord (Loir-et-Cher) település Franciaországban, Loir-et-Cher megyében. Lakosainak száma 99 fő (2022. január 1.). Chambord Muides-sur-Loire, Huisseau-sur-Cosson, Maslives, Neuvy, Saint-Dyé-sur-Loire, Saint-Laurent-Nouan, Thoury és Tour-en-Sologne községekkel határos.
A község közelében található a chambord-i kastély, Franciaország jelentős reneszánsz műemlékegyüttese.

## Népesség
A település népességének változása:
| Lakosok száma | 267  | 197  | 185  | 157  | 127  | 106  | 93   | 93   | 92   | 99   |
|               | 1968 | 1982 | 1999 | 2006 | 2011 | 2015 | 2017 | 2018 | 2020 | 2022 |